# Vasilij Akimovič Charlamov
Vasilij Akimovič Charlamov (in russo Василий Акимович Харламов?; 1º gennaio 1875 – Buenos Aires, 13 marzo 1957) è stato un politico russo che svolse importanti funzioni durante il periodo della rivoluzione russa e della seguente guerra civile.

## Biografia
Charlamov, cosacco del Don, era un membro del partito dei cadetti e fu eletto a tutte le quattro duma di Stato dell'Impero russo (1906-1917). In seguito agli eventi della rivoluzione di febbraio, il Governo Provvisorio Russo assegnò a Charlamov la guida del Comitato Speciale per la Transcaucasia (Ozakom).
Nel successivo periodo di caos e guerra Charlamov fu a capo del governo dell'Unione delle truppe Cosacche del sud-est, dei Montanari del Caucaso e dei Popoli Liberi delle Steppe.
Durante la guerra civile russa Charlamov divenne uno dei leader dell'Armata bianca della regione del Don. Dopo la vittoria dei bolscevichi nella guerra civile, Charlamov fuggì all'estero. Morì a Buenos Aires in Argentina, dopo aver scritto le sue memorie sugli anni della guerra civile.